# Gerard Scheltens
Franciscus Gerard Scheltens (Batavia, 21 december 1919 - Rijswijk ZH, 10 november 2010) was een Nederlandse Engelandvaarder en beroepsmilitair.

## Engelandvaart
Toen de Tweede Wereldoorlog uitbrak, was Scheltens derdejaars cadet op de Koninklijke Militaire Academie (KMA) in Breda. Hij werd tijdens de meidagen van 1940 in de duinen bij Haarlem gelegerd. Het bleef daar rustig, maar terwijl hij na de capitulatie langs Rotterdam en de Moerdijkbruggen naar Breda terugfietste, zag hij de verwoestingen die de Duitse Wehrmacht had aangericht. In Breda ondertekende hij met tegenzin de erewoordverklaring. Daarmee voorkwam hij dat hij meteen naar Duitsland werd gestuurd. Daarna ging hij het verzet in.
In december 1940 werd hij gearresteerd en naar het Oranjehotel (de strafgevangenis) in Scheveningen gebracht. Na zijn vrijlating besloot hij naar Engeland te gaan. Hij fietste naar Delfzijl om naar Zweden te varen. Hij kreeg het advies dat niet te doen omdat hij er niet uitzag als een zeeman en direct door de mand zou vallen. Van jaargenoten van de KMA hoorde hij over de Zuidelijke Route.
Op 2 december 1941 vertrok hij uit Nederland. Voor zijn reis door Frankrijk werd een vals persoonsbewijs gemaakt. Hij moest dus ook een Franse achternaam verzinnen. Hij koos er willekeurig een uit een krantenartikel. Dat bleek later 'Opsporing verzocht' te zijn. Die keuze was dus niet zo goed.
Toen ze eindelijk in Zwitserland aankwamen, werden ze door de Zwitserse grenswacht gearresteerd. De komende maanden zaten ze gevangen in Château de Neuchâtel en het Werkkamp Cossonay 2. In Zwitserland kregen Scheltens en vier medereizigers een visum om naar Brazilië te reizen, zodat zij door Frankrijk naar Spanje konden gaan. In Spanje werd hij opnieuw gearresteerd. Hij werd een van de 300 Nederlanders die een tijd moesten doorbrengen in het concentratiekamp van Miranda de Ebro.
Uiteindelijk bereikte hij Portugal. Hij werd door de Portugese overheid ondergebracht in Hotel Royal in Praia das Maçãs, niet ver van Lissabon. Van de Nederlandse legatie kregen ze zakgeld, maar ze mochten geen werk zoeken en slechts bij uitzondering studeren. Ook hield de Portugese inlichtingendienst een oogje op hen om er zeker van te zijn dat ze het land zouden verlaten. Op 30 mei 1943 bereikte Scheltens uiteindelijk Engeland.
Scheltens diende bij het Koninklijk Nederlandsch-Indisch Leger (KNIL), ook na de oorlog. Na repatriëring diende hij bij de Nederlandse Krijgsmacht. Op 30 september 1944 werd hij eerste luitenant, op 13 september 1948 kapitein en op 1 november 1963 luitenant-ter-zee.

## Onderscheidingen

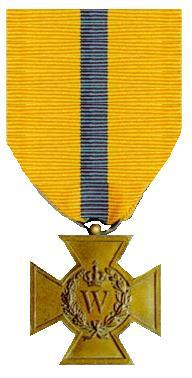
Bronzen Kruis
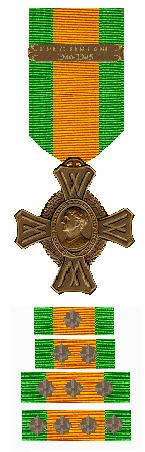
Oorlogsherinneringskruis
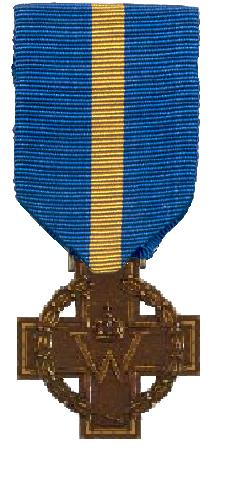
Kruis van Verdienste per KB van 18 okt. 1943
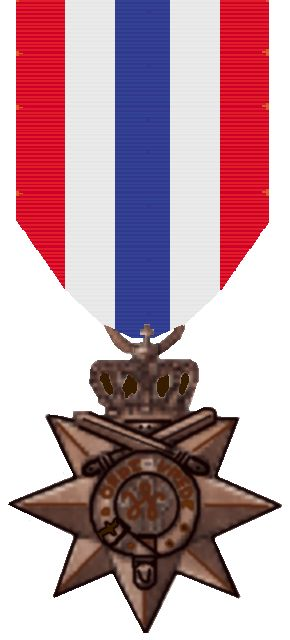
Ereteken voor Orde en Vrede in 1947

- Bronzen Kruis (BK)
- Kruis van Verdienste bij Koninklijk Besluit nr. 3 van 18 oktober 1943
- Oorlogsherinneringskruis (OHK.1)
- Ereteken voor Orde en Vrede (OV.1)